# Leonor
Leonor és una pel·lícula de terror hispano-franco-italiana del 1975 escrita i dirigida per Juan Luis Buñuel (fill de Luis Buñuel). El guió de Roberto Bodegas és inspirat en un conte de Ludwig Tieck i la banda sonora és d'Ennio Morricone. Fou protagonitzada per Michel Piccoli, Liv Ullmann i Ornella Muti. Va ser projectat com a part de la selecció oficial al Festival Internacional de Cinema de Sant Sebastià 1975.

## Sinopsi
Quan la seva dona Leonor mor per una caiguda del seu cavall causada per bandolers, Richard resta inconsolable. Malgrat això, es casa amb la jove Catherine, però és turmentat per les visions de la difunta. Arribats a la seva tomba, es troba amb un vell bruixot que s'ofereix perquè pugui tornar-la a veure. Leonor torna a la vida, però els nens de la regió són assassinats un per un.

## Repartiment
- Michel Piccoli: Richard
- Liv Ullmann: Leonor
- Ornella Muti: Catherine
- Antonio Ferrandis: Thomas, el servent
- Carmen Maura: la jove serventa
- Josep Maria Caffarel i Fàbregas: el metge
- Georges Rigaud: el pare de Catherine

## Crítiques
| « | La història es desplega en un ambient que busca el realisme més que un conte de fades. | » |

| «                                                                                             | El tema fantàstic (...) ha caigut subtilment en un context medieval de concreció quotidiana. | » |
| — Comentari del diccionari Morandini que dona a la pel·lícula dues estrelles i mitja de cinc. |                                                                                              |   |